# Bedla ostrošupinná
Bedla ostrošupinná nazývaná též bedla drsná, bedla ostrolupenná, bedla ostrošupinatá nebo bedla vidlená (Lepiota aspera (Pers.) Quél. 1886) je jedovatá houba z čeledi pečárkovitých. Plodnice jsou vysoké 5–15 cm, klobouk je v mládí zvoncovitý, později až plochý, pokrytý rozpraskanou pokožkou a drobnými, vzhůru odstupujícími ostrými šupinami. Barva klobouku je červenohnědá až kaštanově hnědá. Výtrusorodé rouško tvoří husté bělavé lupeny. Na hnědavém, naspodu ztlustlém třeni válcovitého tvaru se nachází světlejší prsten. Roste nepříliš hojně v lesích i mimo les, například podél cest a na rumištích. Vyskytly se i zprávy o její údajné značné nebezpečnosti.

## Synonyma
- Agaricus aculeatus Vittad. 1835
- Agaricus acutesquamosus Weinm. 1824
- Agaricus asper Persoon in Hoffmann 1793
- Agaricus elvensis Berk. & Broome 1865
- Agaricus friesii Lasch 1828
- Agaricus friesii subsp. acutesquamosus (Weinmann) Fries 1874
- Agaricus hispidus Lasch 1829 ss. auct. p.p.
- Agaricus mariae Klotzsch 1832
- Agaricus trichochtoides Krombholz 1831
- Amanita aspera (Persoon) Persoon : Fries 1821
- Cystolepiota acutesquamosa (Weinmann) Bon 1977 (inval.)
- Cystolepiota aspera (Persoon : Fries) Knudsen 1978
- Cystolepiota friesii (Lasch) Bon 1977
- Echinoderma acutesquamosum (Weinmann) Bon 1993
- Echinoderma acutesquamosum f. giganteum (Pilát) Bon 1993
- Echinoderma asperum Pers.
- Echinoderma friesii (Lasch) Bon 1993
- Lepiota acutesquamosa (Weinmann) P. Kumm. 1871
- Lepiota acutesquamosa f. gigantea Pilát 1955
- Lepiota acutesquamosa var. furcata Kühner 1936
- Lepiota aspera var. acutesquamosa (Weinmann) Singer 1961
- Lepiota friesii (Lasch) Quélet 1872
- Lepiota friesii var. acutesquamosa (Weinmann) Quélet 1872
- Lepiota friesii var. magna Killermann 1930
- Lepiota hispida (Lasch) Gillet 1874 ss. auct., non ss. orig.
- Mastocephalus friesii (Lasch) Kuntze 1891
- bedla drsná
- bedla Friesova
- bedla ostrolupenná
- bedla ostrošupinatá
- bedla vidlená[3]